# Озерця-1 (заказник)
Озе́рця-1 — гідрологічний заказник місцевого значення в Україні. Об'єкт розташований на території Ратнівського району Волинської області, неподалік від с. Замшани.
Перебуває у користуванні ДП «Ковельське Лісове господарство» (Замшанівське лісництво, кв. 15, вид. 3, 4, 6, 9, 10, 12; кв. 16, вид. 1–3, 11, 12). 
Площа — 36,3 га, статус отриманий відповідно до рішення Волинської обласної ради від 30.05.2000 р. № 12/3
Статус надано з метою охорони та збереження у природному стані озер льодовикового походження: Велике Грибне (площа 8,6 га, середня глибина 1 м., максимальна – 3,9 м.) та Мале Грибне (площа 3,7 га, середня глибина - 1 м, максимальна – 3,7 м.), що мають замулене дно та поверхню плеса, на 20% зарослу водною рослинністю.
На озерах зростають очерет звичайний (Phragmites australis), осока багрова (Carex limosa), рогіз вузьколистий (Typha angustifolia), на узбережжі ростуть хвощ болотяний (Equisetum palustre), ожина сиза (Rubus truticosus), верба біла (Salix alba). На сфагнових болотах, що оточують озеро, зростають береза повисла (Betula pendula), вільха чорна (Alnus glutinosa), сосна звичайна (Pinus sylvestris). 
Фауна заказника представлена видами риб: щука (Esox lucius), карась сріблястий (Carassius gibelio), лин (Tinca tinca) та птахів: лиска (Fulica atra), пірникози велика (Podiceps cristatus) та мала (P. ruficollis) та інші.